# جمهورية طاجيكستان الاشتراكية السوفيتية
جمهورية طاجيكستان الاشتراكية السوفيتية (بالروسية: Таджикская Советская Социалистическая Республика) ، هي دولة تابعة للاتحاد السوفيتي ، وتقع وسط آسيا، والنهر الرئيسي فيها هو نهر آموداريا، 93% من أراضي طاجيكيستان أراضي جبلية وأنهار جليدية، والأخيرة هي مصدر مياه الأنهار فيها. ومنطقة طاجيكيستان عرضة للزلازل وتحدها الصين شرقًا، وأفغانستان جنوبًا، وأوزبكستان في الغرب والشمال، كير جيزستان في الشمال، وتضم هذه الدولة إقليم جورنو ـ باداخ شان الذي يتمتع بالحكم الذاتي. يوجد بها ينابيع معدنية حارة ومنتجعات للاستشفاء.

## أعلام
- نعمانجان حكيموف

## وصلة خارجية
- Tajikistan, land of sunshine by Nazarsho Dodkhudoev.